# Tauriac (Gironde)
Tauriac  egy francia település Gironde megyében az Aquitania régióban. Lakosainak száma 1330 fő (2022. január 1.).

## Földrajz
Tauriac Pugnac, Bourg, Cézac, Lansac, Prignac-et-Marcamps és Saint-Laurent-d’Arce községekkel határos.

## Adminisztráció
Polgármesterek:
- 1983–2008 Marie-Paule Chevrier
- 2008–2020 Catherine Saëz

## Demográfia
| Lakosok száma | 978  | 1233 | 1261 | 1296 | 1308 | 1289 | 1289 | 1297 | 1304 | 1330 |
|               | 1968 | 1982 | 1990 | 2006 | 2013 | 2015 | 2017 | 2019 | 2020 | 2022 |

## Látnivalók
- Labarde, de Macô, du Pia kastélyok
- Saint Etienne templom